# Indigofera dalzellii
Indigofera dalzellii är en ärtväxtart som beskrevs av Theodore Cooke. Indigofera dalzellii ingår i släktet indigosläktet, och familjen ärtväxter. Inga underarter finns listade i Catalogue of Life.

## Bildgalleri

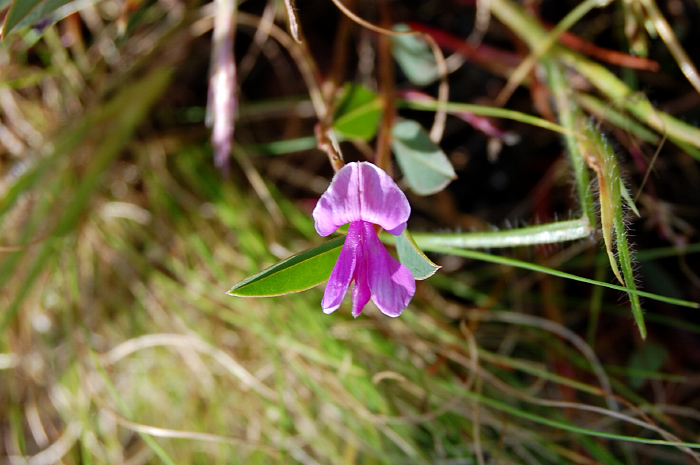